# Nikku Madhusudhan
Nikku Madhusudhan (Hindi निक्कू मधुसूदन; geb. 1980 in Indien) ist ein indisch-britischer Professor für Astrophysik und Exoplanetenforschung am Institut of Astronomy (IoA) der Universität Cambridge. Ihm wird die Entwicklung einer verbesserten Technik zur Erfassung der Atmosphäre zugeschrieben, um Rückschlüsse auf die Zusammensetzung von Exoplaneten zu ziehen, und er prägte den Begriff „hyzeanischer Planet“, um eine theoretische Klasse von Planeten zu beschreiben, die unter einer wasserstoffreichen Atmosphäre einen Ozean aus flüssigem Wasser beherbergen.

## Biografie
Madhusudhan erwarb einen Bachelor of Technology (B.Tech) am Indian Institute of Technology (Banaras Hindu University) Varanasi, bevor er am MIT einen Master of Science und einen Doktortitel erwarb. Seine Betreuerin war Sara Seager.
Während seiner Promotion entwickelte Madhusudhan eine verbesserte Methode zur Ermittlung der Atmosphäre, d. h. der Zusammensetzung und Temperaturstruktur von Exoplanetenatmosphären aus deren beobachteten Spektren. Im Jahr 2012 zeigte Madhusudhan, dass Masse und Radius der Supererde 55 Cancri e mit einem kohlenstoffreichen Inneren übereinstimmen. 2014 leitete er ein Team, das hochpräzise Messungen des atmosphärischen Wassergehalts von drei heißen Jupitern durchführte und dabei weniger Wasser fand, als nach den damaligen Modellen zur Planetenentstehung zu erwarten gewesen wäre.
Madhusudhan gehörte zu einem Team, das Titanoxid in der Atmosphäre des Planeten WASP-19b nachwies. Im Jahr 2020 leitete er ein Team, das das Innere und die Atmosphäre des Mini-Neptun-Exoplaneten K2-18b untersuchte. Sie fanden heraus, dass in bestimmten Fällen flüssiges Wasser auf der Planetenoberfläche vorhanden sein kann, wenn auch bei Temperaturen und Drücken, die höher sind als Standardbedingungen.

## Auszeichnungen
- 2011: YCAA (Yale Center for Astronomy and Astrophysics – Yale University)  Prize Fellowship
- 2014: ASI (Astronomical Society of India) Vainu Bappu Gold Medal[10]
- 2016: IUPAP (International Union for Pure and Applied Physics) Young Scientist Medal in Astrophysics[11]
- 2019: European Astronomical Society (EAS) MERAC Prize in Theoretical Astrophysics[12]
- 2019: Pilkington Prize for Excellence in Teaching (University of Cambridge)[1]

## Publikationen (Auswahl)
- ExoFrontiers big questions in exoplanetary science, IOP Publishing, Bristol, UK, 2021. OCLC 1291321457
- Mit Seth Redfield: Optimal measures for characterizing water-rich super-Earths, International Journal of Astrobiology, 14, 2015-04, 177. OCLC 8272367527
- Mit Marcelino Agúndez, Julianne I. Moses, Yongyun Hu, Exoplanetary Atmospheres–Chemistry, Formation Conditions, and Habitability, 2016. OCLC 6947819284
- Nikku Madhusudhan: Exoplanetary Atmospheres: Key Insights, Challenges, and Prospects. In: Annual Review of Astronomy and Astrophysics. Band 57, 2019, S. 617–663 (englisch, annualreviews.org).
- Kevin B. Stevenson, Joseph Harrington, Sarah Nymeyer, Nikku Madhusudhan, Sara Seager, William C. Bowman, Ryan A. Hardy, Drake Deming, Emily Rauscher, Nate B. Lust: Possible thermochemical disequilibrium in the atmosphere of the exoplanet GJ 436b. In: Nature. Band 464, 22. April 2010, S. 1161–1164 (englisch, nature.com).
- Nikku Madhusudhan, Kanani K. M. Lee, Olivier Mousis: A Possible Carbon-Rich Interiorin Super Earth 55 Cancri e. In: The Astrophysical Journal Letters. Band 759, Nr. 2, 25. Oktober 2012, S. 1–5, doi:10.1088/2041-8205/759/2/L40 (englisch).
- Korey Haynes, Avi M. Mandell, Nikku Madhusudhan, Drake Deming, Heather Knutson: Spectroscopic evidence for a temperature inversion in the dayside atmosphere of hot Jupiter WASP-33b. In: The Astrophysical Journal. Band 806, Nr. 2, 12. Juni 2015, S. 1–12 (englisch).
- Elyar Sedaghati, Henri M. J. Boffin, Ryan J. MacDonald, Siddharth Gandhi, Nikku Madhusudhan, Neale P. Gibson, Mahmoudreza Oshagh, Antonio Claret, Heike Rauer: Detection of titanium oxide in the atmosphere of a hot Jupiter. In: Nature. Band 549, 14. September 2017, S. 238–241 (englisch, nature.com).
- Gregory J. Cooke, Nikku Madhusudhan: Considerations for Photochemical Modeling of Possible Hycean Worlds. In: ResearchGate. 9. Oktober 2024, S. 1–30, doi:10.48550/arXiv.2410.07313 (englisch).
- Måns Holmberg, Nikku Madhusudhan: Possible Hycean conditions in the sub-Neptune TOI-270 d. In: ResearchGate. März 2024, S. 1–14, doi:10.1051/0004-6361/202348238 (englisch).
- Nikku Madhusudhan, Savvas Constantinou, Måns Holmberg, Subhajit Sarkar, Anjali A. A. Piette, Julianne I. Moses: New Constraints on DMS and DMDS in the Atmosphere of K2-18 b from JWST MIRI. In: The Astrophysical Journal Letters. Band 983, Nr. 2, 17. April 2025, S. 1–21, doi:10.3847/2041-8213/adc1c8 (englisch).